# Календарь Windows
«Календарь Windows» (англ. Calendar) — приложение для личного календаря, разработанное Microsoft. Оно предлагает синхронизацию календарей с использованием Microsoft Exchange Server, службы календаря iCloud от Apple, Outlook.com и Google Календарь, есть поддержка популярного формата iCalendar.

## История
Сначала Microsoft включила приложение «Календарь» в Windows 1.0, которое было до Windows 3.1, и затем было заменено приложением «Расписание +» в Windows for Workgroups и Windows NT 3.1. «Расписание +» позже перенесено из Windows в пакет Microsoft Office и в Windows не имела другое приложение календаря до появления «Календаря Windows» в составе Windows Vista. «Календарь Windows» появилось в Windows Vista Beta 2.

### Windows Vista
Версия поддерживает совместное использование, подписку и публикацию календарей на веб-серверах с поддержкой WebDAV и сетевых ресурсах. Она всегда поддерживала файлы с расширением .ics, а подписка позволяет синхронизироваться с Google Calendar. Его интерфейс соответствует Windows Vista Mail, но два приложения не связаны в этой операционной системе. Календарь по умолчанию можно переименовать.

### Windows 8.x
Новая версия «Календаря» с «тяжелым текстом» была добавлена в Windows 8 как одно из многих Metro-приложений. Это одно из трех приложений в Windows, которые были изначально в Microsoft Outlook, два других — «почта» и «люди». Структурно три приложения являются взаимосвязанными и удаляются и устанавливаются совместно, но каждое имеет свой собственный пользовательский интерфейс. «Календарь» в Windows 8 изначально поддерживал календари Outlook.com, Exchange, Google Календарь и Facebook. Из-за изменений в API, календари Facebook и Google больше не могут синхронизироваться непосредственно в Windows 8. Как и во многих Metro-приложениях Windows 8, многие функции скрыты в «панели чудо-кнопок» или в меню внизу экрана, которое запускается щелчком правой кнопки мыши. Различные календари могут быть помечены разными цветами. Когда пользователь с учетной записью Microsoft добавляет учетную запись календаря на один компьютер с календарем Windows 8, учетная запись будет автоматически добавлена ко всем остальным компьютерам с Windows 8, в которые пользователь вошел. Формат .ics не поддерживаются в этой версии Windows.

### Windows 10 и 11
Приложение «Почта» имеет предустановленные конфигурации сервера для Outlook.com, Exchange, Google Calendar и iCloud Calendar. Пользователи могут установить его для использования системной темы или выбрать пользовательский цвет, фоновое изображение, темную или светлую тему. Приложение «календарь» для Windows 10 имеет многооконную поддержку для просмотра и редактирования событий. Различные календари могут быть помечены разными цветами, а события могут быть перегруппированы путем перетаскивания. Интерфейс по умолчанию — «Месяц-вид», но пользователи также могут использовать представления «День», «Неделя» и «Год» и печатать эти представления. Приложение для Windows 10 также использует панель настроек всплывающих окон и интерфейс мини-ленты в области просмотра. День года и события календаря отображаются на «живой плитке». Как и версия для Windows Vista, важные элементы управления легко видны и используют значки в соответствии со стилем ОС. Учетные записи могут быть сгруппированы и перемаркированы, но папки не могут быть изменены из приложения. Поддержка формата .ics появилась в Windows 10 1607.